# Brasilianische Baumstachelratte
Die Brasilianische Baumstachelratte (Makalata didelphoides) ist ein Nagetier in der Familie der Stachelratten, das in Südamerika vorkommt. Das Tier Art galt bis in die späten 1990er Jahre als einzige Art der Gattung Makalata. Später wurden dieser 3 bis 5 weitere Arten zugeführt.

## Merkmale
Mit einer Kopfrumpflänge von 17 bis 24,6 cm, einer Schwanzlänge von 16 bis 25 cm und einem Gewicht von 147 bis 405 g ist die Art eine kleine bis mittelgroße Stachelratte. In das Fell der Oberseite sind mehrere Stacheln eingemischt, die nahe der Wurzel hell sowie an der Spitze dunkel sind. Am Hinterteil besitzen die Stacheln oft ein gelbes Band in der Mitte. Die weichen Haare der Oberseite sind gelbbraun, teilweise mit schwarzen Abschnitten, die eine dunkle Strichelung erzeugen. Auf der Unterseite ist das weiche Fell heller. Bei der Brasilianischen Baumstachelratte kommt an der Schwanzspitze keine Quaste vor. Mehrere Exemplare verlieren den Schwanz bei Unfällen.

## Verbreitung
Das Verbreitungsgebiet der Art reicht von Venezuela über die Region Guyanas bis nach Brasilien und möglicherweise bis in den Osten Boliviens. Die Brasilianische Baumstachelratte hält sich in tropischen immergrünen Wäldern auf, die häufig überschwemmt werden. Sie besucht gelegentlich Gärten.

## Lebensweise
Dieses Nagetier ist nachtaktiv und bewohnt Bäume. Es ruht am Tage in Baumhöhlen und ernährt sich hauptsächlich von Samen sowie von Früchten. Ein Wurf besteht aus einem oder zwei Nachkommen. Ein Exemplar wurde in Gefangenschaft drei Jahre alt.

## Status
Für die Brasilianische Baumstachelratte sind keine nennenswerten Bedrohungen bekannt. Sie wird von der IUCN als nicht gefährdet (Least Concern) gelistet.